# Southern soul
Sous-genres
Memphis soul
Genres associés
Northern soul, Rock sudiste
La Southern soul (« soul du sud ») est un type de musique soul qui émerge dans le Sud des États-Unis à la fin des années 1950. Elle est aussi appelée Deep soul, en référence au Deep South, le « Sud profond ». Cette musique provient d'une combinaison de plusieurs styles, y compris le blues (à la fois le blues à 12 mesures et le jump blues), la musique country, le rock 'n' roll précoce et une forte influence gospel qui émane des sons des églises noires du sud. L'accent de cette musique n'est pas mis sur ses paroles, mais sur la « sensation » ou sur le groove. Cette puissance rythmique en fait une forte influence dans l'essor de la musique funk. Les termes « Country soul », « Downhome soul » et « Hard soul » sont également utilisés comme synonymes de « Southern soul ». La Southern soul est à son apogée dans les années 1960, lorsqu'est créée la Memphis soul. 

## Style

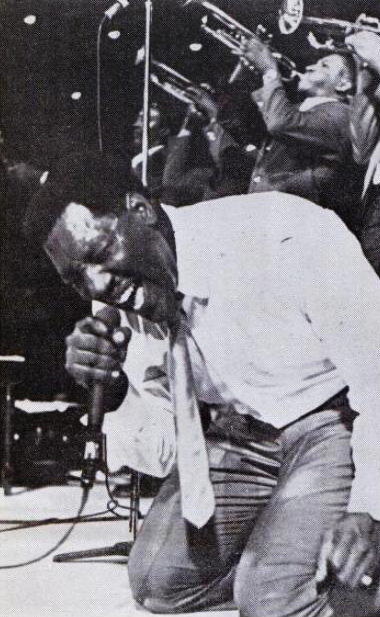
Otis Redding

Le style Southern soul est ainsi appelé par opposition au son de Détroit, Michigan, développé par le label Motown, l'autre grand courant de la soul music dans les années 1960, plus édulcoré et plus pop. La Hard soul est ainsi opposé à la « soft soul ». C'est une musique vocale pleine d'émotion qui repose sur une livraison brute et fait un usage intensif du mélisme et des cris. Plus fortement influencée par le blues et le gospel que son homoloque du nord, ce style a tendance à plaire à un public plus adulte, souvent issu de la classe ouvrière afro-américaine. Les chanteurs de Southern soul ont généralement des voix plus matures et profondes. La musique se caractérise par un rythme entraînant et un accompagnement instrumental qui comporte des grattements de guitare rythmique syncopés, des lignes de basse proéminentes et des sections de cuivres souvent utilisées à la place des choristes pour fournir une réponse à la voix principale. Contrairement à Motown, qui produit nombre de groupes, la Southern soul, dont le but principal est de faire passer une émotion, favorise les individualités.
Si les termes Southern soul, Deep soul et Memphis soul sont souvent utilisés de façon interchangeable, il existe cependant des différences notables entre ces styles. Southern soul sert qualifier la soul du sud en général, représentant ce style dynamique et puissant qui combine l'énergie dansante du rhythm & blues avec l'exaltation chaleureuse des airs de gospel. La Deep soul s'adresse davantage au cœur qu'aux pieds. Elle utilise souvent des progressions d'accords basés sur le gospel ou le blues, une voix prédominante et des rythmes mélancoliques. La Memphis soul est le son spécifique à la ville de Memphis, provenant des acteurs locaux comme Stax Records. C'est généralement une sorte de soul méridionale plus douce, avec des cuivres, orgue, basse et batterie mélodiques.

## Histoire
Les pionniers de la Southern soul comprennent des natifs de l'État de Géorgie comme Ray Charles et James Brown ; Little Willie John, Bobby Blue Bland, des artistes de rhythm and blues de la Nouvelle-Orléans tels Allen Toussaint ; et le DJ de Memphis Rufus Thomas.
En 1963, Stan Lewis fonde la firme Jewel Records à Shreveport, en Louisiane, avec deux labels subsidiaires, Paula et Ronn. Jewel et Ronn figurent parmi les leaders du R&B, du blues, de la soul et du gospel. Lewis signe des artistes tels que John Lee Hooker, Charles Brown, Bobby Rush, Buster Benton, Toissaint McCall, Lightnin' Hopkins, Ted Taylor, Little Johnny Taylor et The Uniques. Les Carter Brothers en 1965 offrent à Jewel Records son premier succès national dans les charts R&B.
En 1966, Murco Records, également basé à Shreveport, sort Losin 'Boy d'Eddie Giles, qui s'inscrit pendant cinq semaines dans le palmarès Hot 100 du magazine Cash Box. Murco Records obtient aussi du succès avec ses autres artistes, dont Reuben Bell and the Belltones, Dori Grayson, Charles Crawford, Ann Alford, Abraham & the Casanovas et Marion Ester. 
Les villes Shreveport et de Jackson, Mississippi, si disputent toute deux la paternité de la Southern soul. Le label Malaco Records, fondé à Jackson en 1962, produit des disques d'artistes qui mélangent le blues, la soul et le gospel, comme Bobby Bland, Little Milton, Johnnie Taylor, Z. Z. Hill ou Denise LaSalle.

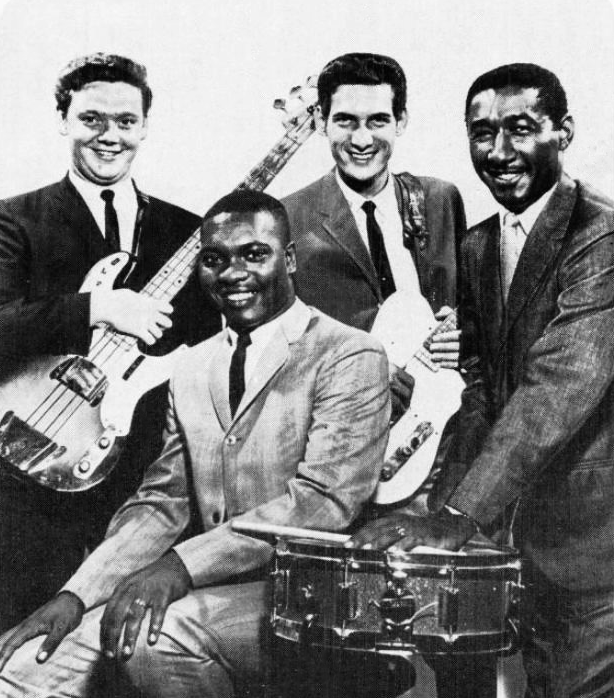
Booker T. and the M.G.'s

Les autres contributeurs importants sont le label de Memphis Stax Records et son groupe maison Booker T. and the M.G.'s. L'artiste le plus célèbre de Stax dans les années 1960, Otis Redding, est influencé par son compatriote natif de Géorgie Little Richard et les sons plus cosmopolites de Sam Cooke, né au Mississippi. Parmi les autres artistes remarquables de Stax, citons Carla Thomas, Eddie Floyd, Johnnie Taylor, The Staple Singers, The Dramatics et Isaac Hayes. Les disques des artistes d'Atlantic Records Sam & Dave sortent sur le label Stax et mettent en vedette les M.G.'s. Wilson Pickett lance sa carrière solo grâce à sa collaboration avec l'équipe Stax. 
Après que Sam et Dave soient passés de Stax à Atlantic, le producteur de Stax David Porter et son partenaire de composition et de production Isaac Hayes décident de constituer un nouveau groupe vocal mixte, composé de deux hommes et deux femmes. Ils recrutent J. Blackfoot, Norman West, Anita Louis et Shelbra Bennett, pour former The Soul Children. Entre 1968 et 1978, The Soul Children enregistre 15 succès dans le hit-parade R&B, dont trois passés au Billboard Hot 100, et enregistre sept albums,. 
Un autre label de Memphis, Goldwax Records, présente O. V. Wright, James Carr et Spencer Wiggins, tandis qu'Al Green, Don Bryant et Ann Peebles enregistrent pour Hi Records, où ils sont produits par Willie Mitchell. 
Le « Muscle Shoals Sound », originaire de Muscle Shoals, Alabama, a également une influence. La section rythmique des studios de Muscle Shoals joue sur les tubes de nombreux artistes de Stax de la fin des années 1960 au milieu des années 1970, et des artistes d'Atlantic comme Wilson Pickett, Percy Sledge, Joe Tex et Aretha Franklin. En 1983, l'ancien chanteur des Soul Children, J. Blackfoot, rencontre le succès avec son single Taxi.

## Présent
La southern soul est très populaire tout au long des années 1960, mais son succès décroit au début des années 1970, le goût du public se portant plutôt sur la Philadelphia soul. Cependant, la musique soul du sud est toujours enregistrée et jouée aujourd'hui par des artistes tels que Sharon Jones, Charles Bradley, Shirley Brown, Sir Charles Jones, Barbara Carr, Willie Clayton, Bobby Rush, Denise LaSalle, TK Soul, Reggie Sears, Joyce Cobb, Ms Jody, Karen Wolfe, Redd Velvet, Floyd Taylor (fils de Johnnie Taylor), Bigg Robb (famille Zapp), Gwen McCrae, William Bell, Roni, Rosalyn Candy, Roy C, Millie Jackson, Sam Dees et Summer Wolfe parmi de nombreux autres artistes célèbres de Southern Soul qui sont reconnus et diffusés dans le monde entier,.

### Filmographie
- Soul Deep: The Story of Black Popular Music, « Southern Soul », BBC Four, 8 avril 2005, épisode 4 de la série de documentaires consacré à la soul music, dirigé par Anna Gravelle.